# Drents-Friese Wold & Leggelderveld
Drents-Friese Wold & Leggelderveld este o arie protejată (arie de protecție specială avifaunistică — SPA) din Țările de Jos întinsă pe o suprafață de 6.806 ha, integral pe uscat.

## Localizare
Centrul sitului Drents-Friese Wold & Leggelderveld este situat la coordonatele 52°54′02″N 6°18′00″E / 52.9005°N 6.2999°E.

## Înființare
Situl Drents-Friese Wold & Leggelderveld a fost declarat arie de protecție specială avifaunistică în martie 2000 pentru a proteja 9 specii de animale.

## Biodiversitate
Situată în ecoregiunea atlantică, aria protejată nu include niciun habitat protejat.
La baza desemnării sitului se află mai multe specii protejate de  păsări (9): ciocănitoare neagră (Dryocopus martius), capîntortură (Jynx torquilla), sfrâncioc roșiatic (Lanius collurio), ciocârlie de pădure (Lullula arborea), pietrar sur (Oenanthe oenanthe), viespar (Pernis apivorus), mărăcinar (Saxicola rubetra), mărăcinar negru (Saxicola torquatus), corcodel mic (Tachybaptus ruficollis).